# Stauropoctonus occipitalis
Stauropoctonus occipitalis är en stekelart som beskrevs av Ian D. Gauld och Mitchell 1978. Stauropoctonus occipitalis ingår i släktet Stauropoctonus och familjen brokparasitsteklar. Inga underarter finns listade i Catalogue of Life.